# La terra dell'eterna notte
La terra dell'eterna notte è un romanzo dello scrittore britannico William Hope Hodgson, pubblicato nel 1912. 

## Trama
Il romanzo si svolge in un futuro lontanissimo: il sole si è spento e la Terra è stata avvolta da dense tenebre gravide di mostri spaventosi. I pochi sopravvissuti di ciò che un tempo era l'umanità, si sono rifugiati nel sottosuolo terrestre, dove hanno scoperto l'energia tellurica, che infonde luce e calore. Ma sono in pratica prigionieri del loro rifugio, in quanto la superficie terrestre pullula di gigantesche creature mostruose, nate dalle Tenebre, ragion per cui il ritorno al mondo superiore è precluso ai superstiti. Solo un giovane, avvertendo un remoto richiamo che percepisce provenire da una donna misteriosa, decide di abbandonare il rifugio sotterraneo e avventurarsi tra le insidie della superficie, mettendosi alla ricerca della donna che lo ha affascinato. Inizia così una vera e propria odissea che lo conduce ad affrontare nemici terrificanti: giganteschi spettri avvolti in sudari, bestie mezze rettili e mezze insetti, mostri colossali che calpestano tutto ciò che incontrano sul loro cammino. 